# 大隅福山站
大隅福山站（日语：／ Osumi-Hukuyama eki */?）是位於鹿兒島縣姶良郡福山町福山（現在是霧島市福山町福山），日本國有鐵道（國鐵）的大隅線車站（廢站）。此站是舊・福山町的中心車站。

## 歷史
- 1972年（昭和47年）9月9日 - 日本國有鐵道大隅線 海潟溫泉至國分之間開通，此站啟用[2]。
- 1987年（昭和62年）3月14日 - 大隅線全線廢止，此站也廢止[2]。

## 廢止時的車站構造
此站是地面車站，設有1面1線單式月台。此站是無人車站，沒有車站大樓，月台上設有候車室。

## 現狀
車站遺址變成了鐵道紀念公園。

## 相鄰車站
日本國有鐵道
大隅線
大廻－大隅福山－敷根

## 注腳
1. 1 2 3 4  . JTB出版. : 333 （日语）.
2. 1 2  . 鐵道雜誌（日语：鉄道ジャーナル） (鐵道雜誌社). 1987-06, 21 (7): 96–98 （日语）.